# Fahne und Wappen des Kantons und der Stadt Luzern
Die Fahne des Kantons Luzern und der Stadt Luzern ist geteilt von Weiss und Blau, das Wappen ist allerdings gespalten von Blau und Weiss (heraldisch: Silber).
Die Standesfarben sind Weiss und Blau.

## Geschichte

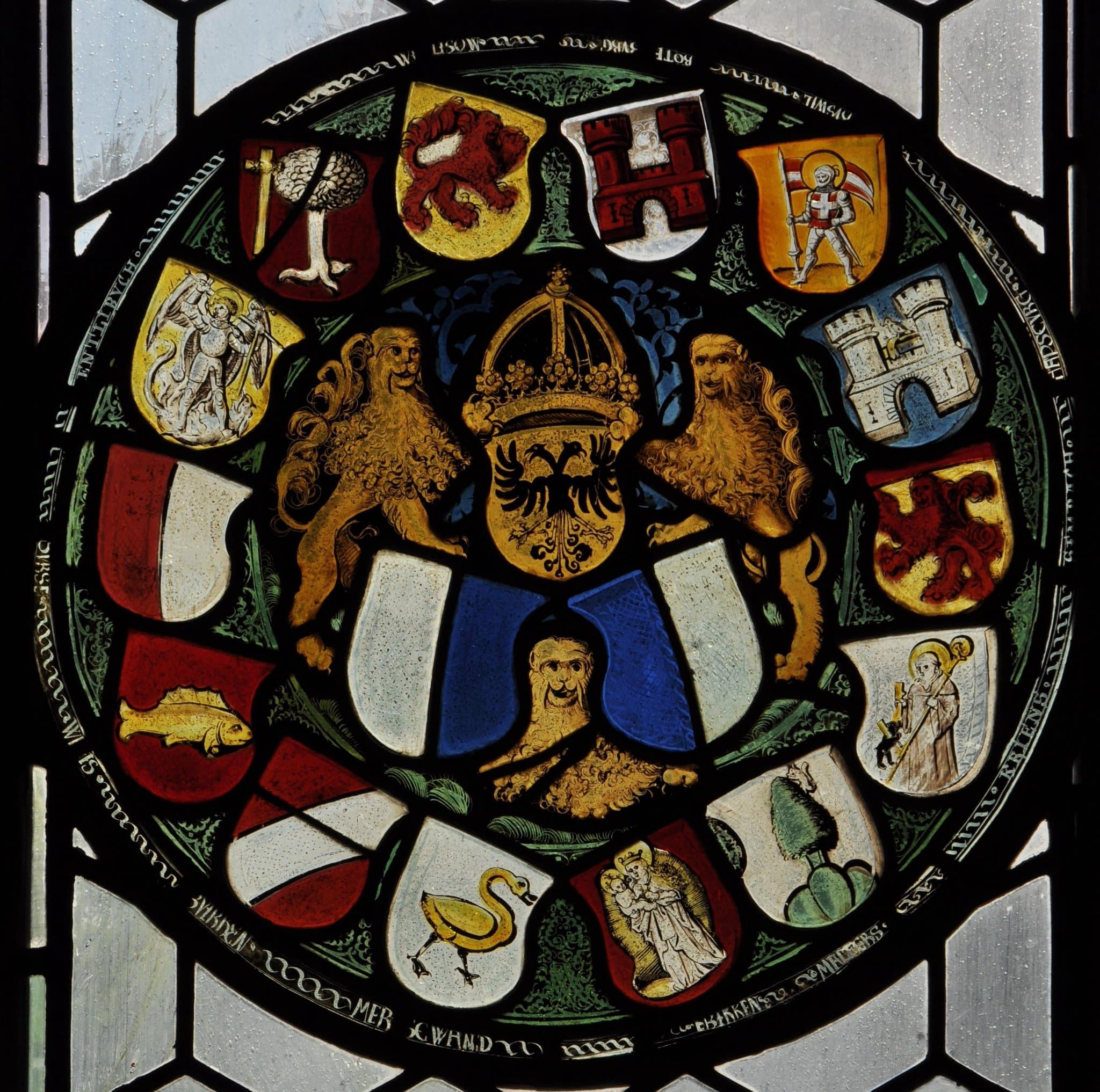
Luzerner Ämterscheibe (Kirche Ursenbach, um 1519), mit 14 Ämterwappen für:
Willisau, Rothenburg, Entlebuch, Ruswil, Michelsamt (Münster), Habsburg (Meggen), Sursee, Sempach, Weggis, Kriens, Büron, Malters, Merenschwand und Ebikon.

Das von Blau und Weiss geteilte Banner von Luzern ist älter als das Wappen. Die älteste erhaltene Fahne besteht aus einem fragmentarischen rechteckigen Tuchstück aus weisser und blauer Seide, das in der Schlacht bei Sempach 1386 geführt worden sein soll. Der gespaltene Wappenschild ist erstmals auf dem grossen Prunksiegel von 1386 belegt.
Ob das Alter des Banners nur einige Jahrzehnte vor das Wappen zurückgeht (also etwa auf den Beitritt zur Eidgenossenschaft 1332) oder bereits mehr als hundert Jahre früher angesetzt werden soll, ist unsicher.
Die Luzerner Fahne teilt mit den Kantonsfahnen von Schwyz und Tessin die Besonderheit, dass sie als Hissfahne gleich zu behandeln ist wie als Hängefahne, d. h. eine zur Aufhängung bestimmte Fahne ist wie eine Hissfahne mit waagrecht gehaltener Fahnenstange zu orientieren, so dass die Hängefahne für den Betrachter gleich wie das Kantonswappen erscheint.
Galliker (1968) nimmt diese Besonderheit zum Anlass, auf ein hohes Alter des Banners zu schliessen: es ginge noch zurück auf die Zeit, als an waagrechter Stange getragene Gonfanons üblich waren, also spätestens auf die Mitte des 13. Jahrhunderts, so dass die waagrechte Teilung des Banners natürlicherweise dadurch zustande kam, als die Banner im späteren 13. Jahrhundert neu an der senkrecht gehaltenen Stange befestigt wurden.
Der Heraldiker August Amrhyn dichtete zu den Standesfarben: Blau wie der See, weiss wie der Schnee der Berge fern: das sind die Farben von Luzern. Diese Erklärung ist natürlich unhistorisch, Galliker (1968) erwägt, dass die Farbe Blau auf Marienverehrung deuten könnte, hält es aber für eher wahrscheinlich, dass bei der Wahl der Farben des Banners die Wappen wichtiger Bürgergeschlechter berücksichtigt wurden, in Frage kommen die Wappen der
von Hunwil und der von Littau, beide im 13. und 14. Jahrhundert von vorrangiger Bedeutung in Luzern.

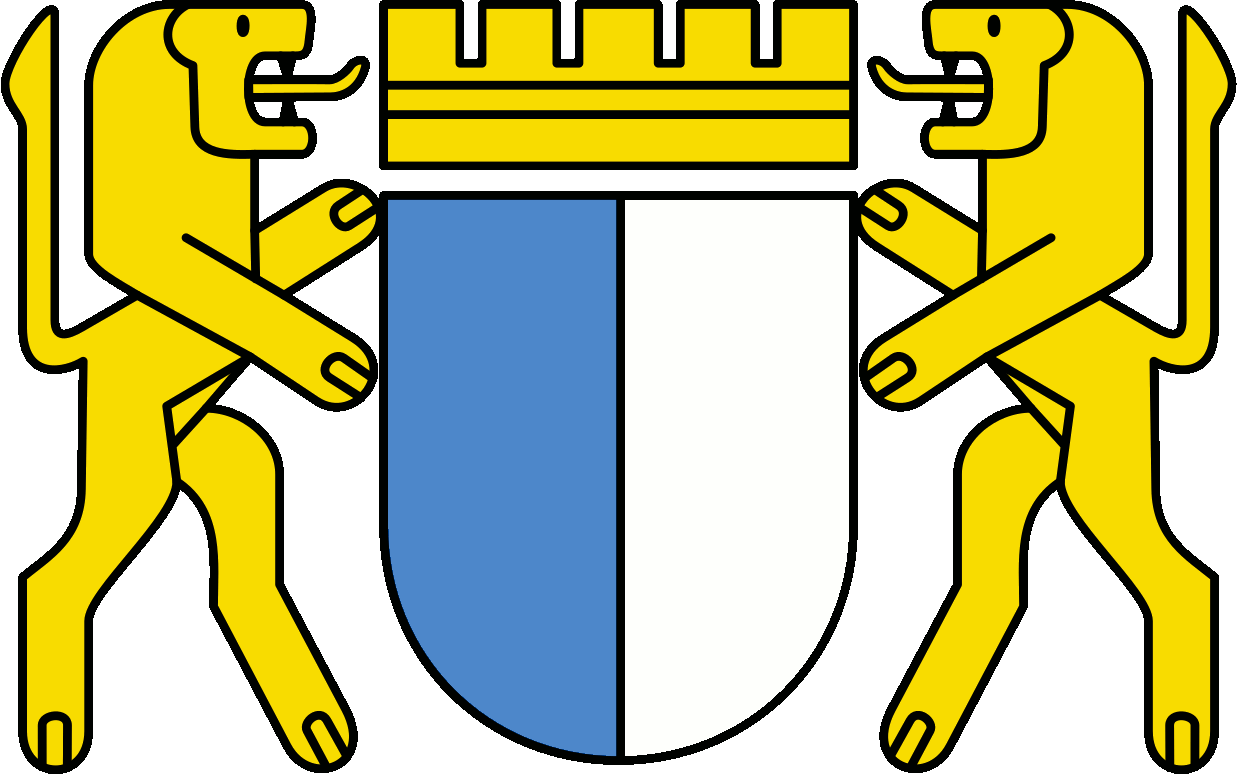
Wappen der Stadt Luzern

Die Unterscheidung zwischen Kanton Luzern und der Stadt Luzern als politischer Gemeinde besteht seit 1814.
Zur Unterscheidung vom identischen Kantonswappen kann das Stadtwappen mit einer gelben Mauerkrone überhöht werden.
Die Gemeindeordnung der Stadt Luzern vom 7. Februar 1999 schreibt als Schildhalter zwei gelbe Löwen vor.